# José Bernardino Ortega

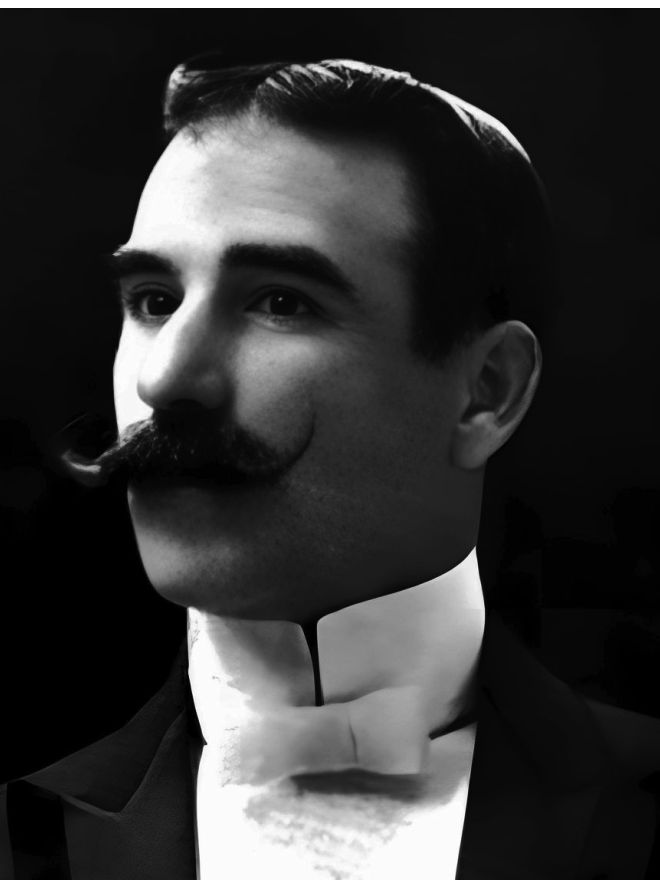
José Bernardino Ortega.

José Bernardino Ortega (Carmen de Areco, 20 de mayo de 1860 - Buenos Aires, 16 de octubre de 1940) fue un político argentino conservador que ocupó el cargo de intendente del partido de Junín (provincia de Buenos Aires) en tres oportunidades, desde 1902 hasta 1927.
Al radicarse en Junín se dedicó al comercio de hacienda. En política, militó en el conservadurismo. Fue intendente de Junín por primera vez en 1902. Ocupó ese cargo dos veces más, en 1906 y 1926.
En Junín lo recuerda una calle que desde 1942 lleva su nombre. Nace en Primera Junta al 550 y se extiende hacia el noreste a través de los barrios Villa Talleres y Mayor López.